# Hypoestes loniceroides
Hypoestes loniceroides är en akantusväxtart som beskrevs av John Gilbert Baker. Hypoestes loniceroides ingår i släktet Hypoestes och familjen akantusväxter. Inga underarter finns listade i Catalogue of Life.